# Radionieuwsdienst ANP

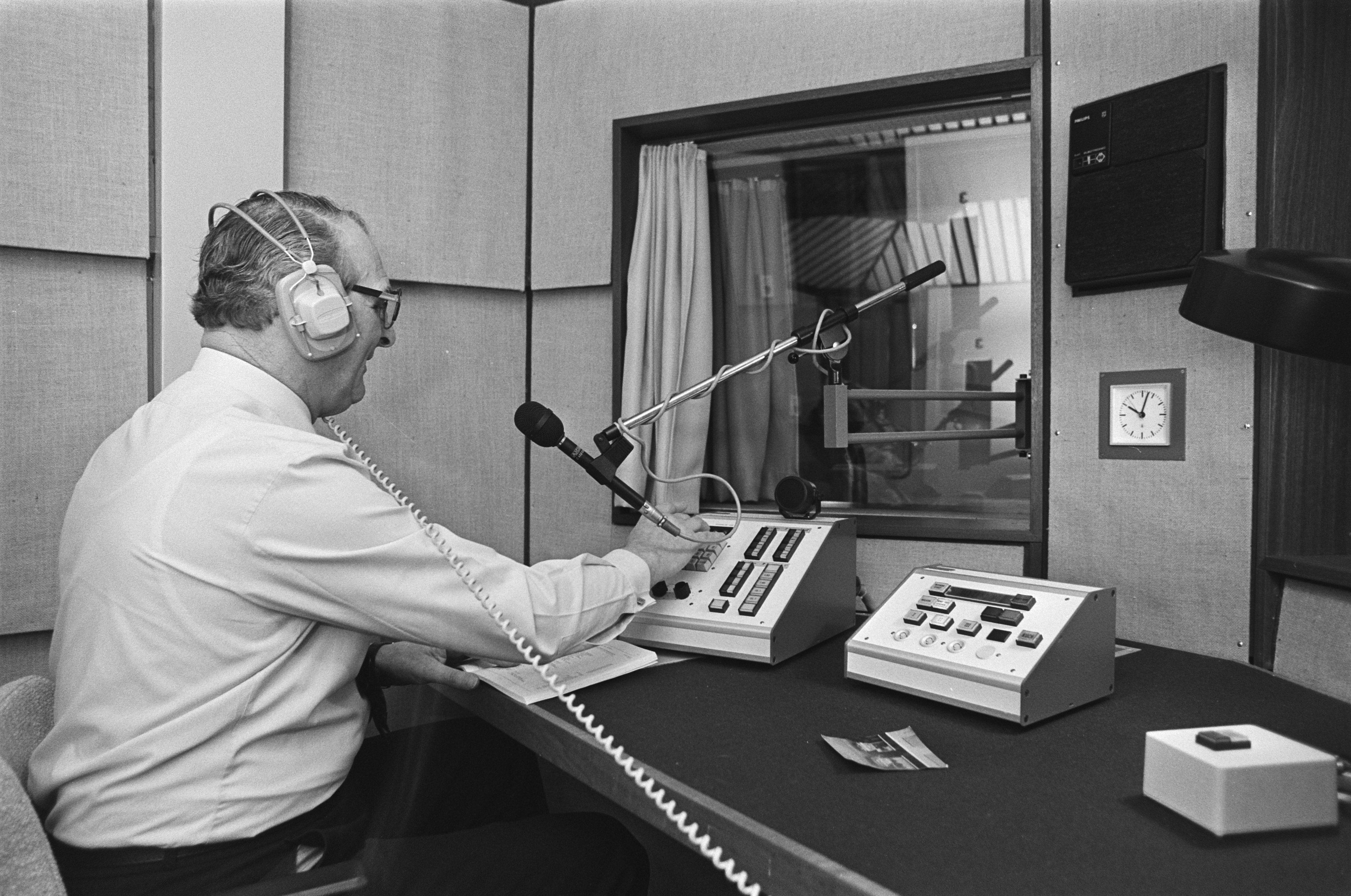
Studio in 1981

Radionieuwsdienst ANP was de afdeling van het Algemeen Nederlands Persbureau (ANP) die tot 1995 de nieuwsberichten in de radio-uitzendingen van de publieke omroep verzorgde. Vanaf 1995 nam de NOS deze taak over. Nieuwsbulletins van het ANP zijn nog wel te horen op onder meer de commerciële omroepen.
De nieuwsbulletins begonnen altijd met de zin "Radionieuwsdienst, verzorgd door het ANP" (voor 1976 was dat "Radionieuwsdienst ANP").

## Overzicht radionieuwsdienstlezers
Een overzicht van nieuwslezers die het nieuws lazen voor de radionieuwsdienst.
- Marc van Amstel
- Jan Bakker Niemeyer
- Hans Blankesteijn
- Henk Blok
- Rob van de Bos
- Patrick Crooijmans
- Winnifred van Dalen
- Jasmijn van Dijk
- Max van Egmond
- Jos van Ginkel
- Sylia de Graaf
- Pim Gras
- Jeroen d'Hamecourt
- Ad Hazewinkel
- Rien Huizing

- Fons Jansen
- Elzo van Kampen
- Jan Kist
- Dick Klees
- Chiel de Kruijf
- Arend Langenberg
- Paul van der Lugt
- Donald de Marcas
- Jaap van Meekren
- Hans Molenaar
- Ada Monnickendam
- Edvard Niessing
- Jeroen Overbeek
- Jeroen Pauw

- Renny Pereira
- Freek Simon
- Jan Schippers
- Petra van Seventer
- Anneke van der Stroom
- Frits Thors
- Ad Valk
- Trudy Vendrig
- Ton de Vletter
- Ina Vonk
- Nanette Weijl
- Carla de Wit
- Hans van Zijl
- Theo van Zwet

## Verkeersinformatie
Tot aan de zenderkleuring van 1985 was de verkeersinformatie een onderdeel van het ANP-bulletin. De gehele nieuwsuitzending werd dan ook altijd besloten met de zin "Dit was het nieuws". Ook verzorgden de ANP-nieuwslezers de verkeersinformatie in de radioprogramma's zelf, deze werd vaak voorafgegaan door een verkeersinformatieleader.
Na de invoering van de zenderkleuring in 1985 werd de verkeersinformatie door de nieuwslezer nadrukkelijk buiten het ANP-bulletin om gelezen. Als de nieuwslezer de nieuwsuitzending besloot met "Tot zover het ANP-bulletin", dan volgde er nog verkeersinformatie. Na deze verkeersinformatie werden de afsluitende woorden "Einde van deze uitzending", "Dat was de verkeersinformatie" of woorden van gelijke strekking gebezigd. Was er geen verkeersinformatie, dan werd het nieuws afgesloten met "Einde van het ANP-bulletin". Dit onderscheid was nodig omdat de regionale omroepen het nieuwsbulletin overnamen zonder de verkeersinformatie, om direct daarna hun eigen nieuws te lezen.
In de programma's werd de verkeersinformatie voorgelezen door medewerkers van de Verkeerspolitie in Driebergen. In de jaren negentig, toen de verkeersinformatie van de Verkeerspolitie overgenomen werd door de ANWB, was het niet meer de nieuwslezer, maar een medewerker van de ANWB die na het nieuws de verkeersinformatie voorlas, evenals in de radioprogramma's. De nieuwslezer van het ANP-/NOS-nieuws maakte geen onderscheid meer tussen de twee eindzinnen "Tot zover..." en "Einde van het ANP-bulletin".